# 巴斯 (密蘇里州)
巴斯（英語：Bass）是位於美國密蘇里州科爾縣的非建制地區。

## 歷史
巴斯的郵局於1890年設立，其後於1913年停運。

## 地理
巴斯所處的海拔為高於海平面253米（即830英呎），而該地所採用的時區為UTC-6，即北美中部時區（CST）。同時該地設有夏令時間，為UTC-6調快一小時，即UTC-5（CDT）。